# Strafrecht (Deutschland)
Das Strafrecht bezeichnet in der deutschen Rechtsordnung das Rechtsgebiet, das bestimmte menschliche Rechtshandlungen (aktives Tun, Dulden, Unterlassen bei bestehender Rechtspflicht) als von der Norm „abweichendes Verhalten“ unter staatliche Strafe stellt.
Das Strafrecht ist ein Teil des öffentlichen Rechts, der sich im Lauf der Geschichte hinsichtlich seiner Methode und der ihm zugerechneten Rechtsnormen verselbständigt hat. Für rechtswidrig und schuldhaft begangene Taten sieht das Strafrecht Sanktionen vor, die über die Geldstrafe zur Freiheitsstrafe reichen. Fehlt trotz Erfüllung des Unrechtstatbestandes die Schuld, kann das Gericht zwar keine Strafe verhängen, aber – bei Vorliegen der jeweiligen besonderen Voraussetzungen – eine Maßregel der Besserung und Sicherung oder die Einziehung eines bestimmten Gegenstands oder Geldbetrags anordnen.
Zum Strafrecht gehören alle Rechtsnormen, die die Voraussetzungen für das materielle Strafrecht, insbesondere geregelt im Strafgesetzbuch (StGB), und das Strafverfahrensrecht, insbesondere die Strafprozessordnung (StPO), regeln. Nach diesen Regeln sind Strafen oder Maßregeln zu verhängen und zu vollziehen (Strafvollzugsrecht).
Für jugendliche und heranwachsende Straftäter gelten dieselben Regeln hinsichtlich der Voraussetzungen der Strafbarkeit. Das Jugendstrafrecht nach dem Jugendgerichtsgesetz sieht aber aus erzieherischen Gründen andere Sanktionen als für Erwachsene vor. Beides trägt den Besonderheiten abweichenden Verhaltens in diesem Alter und der Verantwortung der staatlichen Gemeinschaft für junge Menschen Rechnung. Auch für Soldaten gelten besondere Regeln; auf sie wird das Wehrstrafgesetz angewendet.

## Rechtsquellen
Im Strafrecht lassen sich materielles und formelles Strafrecht unterscheiden.

### Materielles Strafrecht

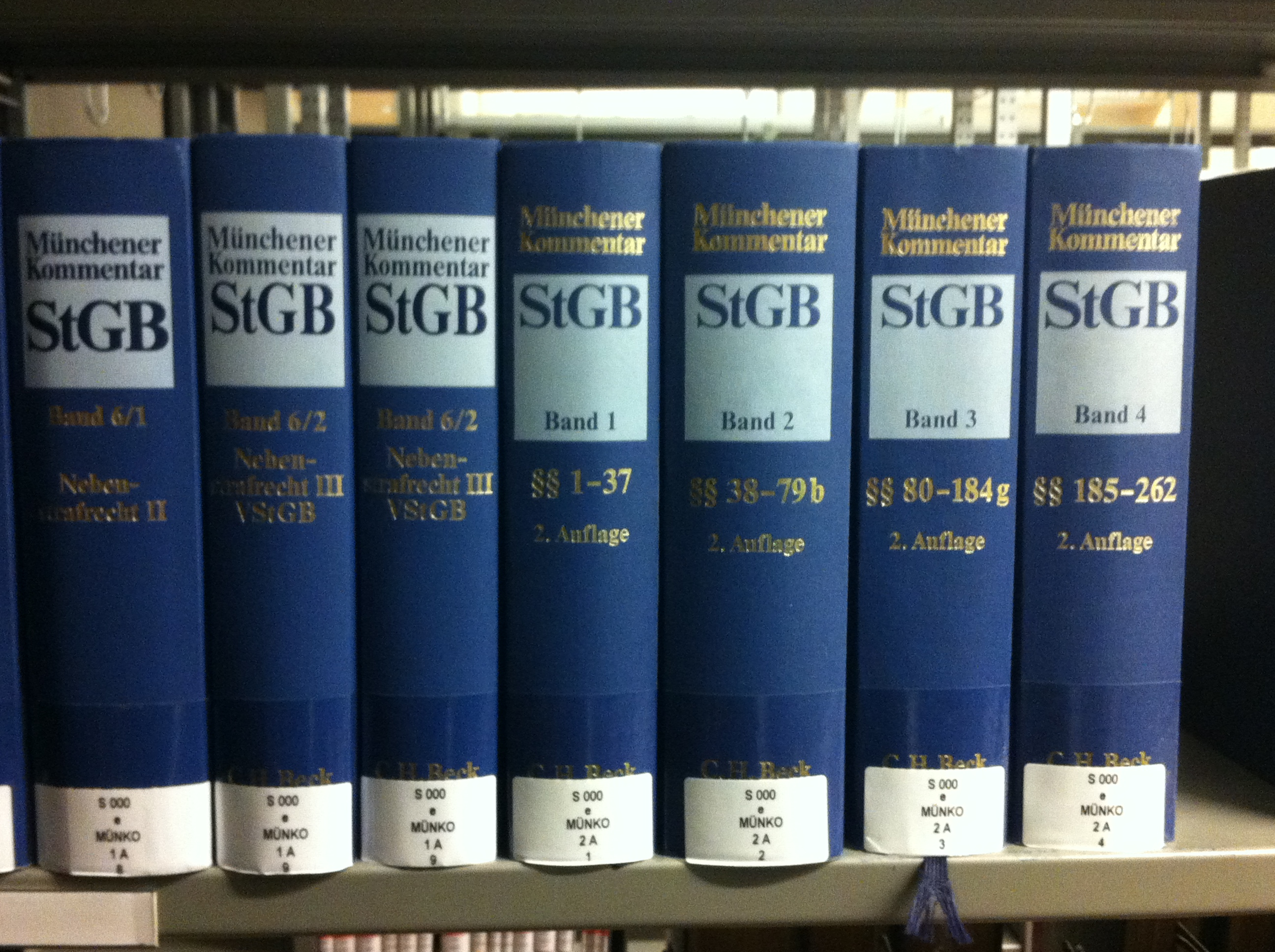
Münchener Kommentar zum StGB

Das Strafrecht im engeren Sinn regelt, was als strafbar gilt und welche Rechtsfolgen Verstöße gegen Strafnormen haben. Es ist im Kern im Strafgesetzbuch (StGB) geregelt. Daneben enthalten eine Vielzahl weiterer Gesetze eigene Straftatbestände; zu diesem Nebenstrafrecht gehören Gesetze wie das Betäubungsmittelgesetz, das Waffengesetz oder das Gesetz gegen den unlauteren Wettbewerb.
Das Recht der Ordnungswidrigkeiten gehört zwar zum Strafrecht im weiteren Sinn, weil es den Methoden des Strafrechts folgt und im Verfahren ähnlich ist. Wer eine Ordnungswidrigkeit begangen hat, hat sich damit aber noch nicht strafbar gemacht. Ordnungswidrigkeiten werden meist mit Bußgeldern geahndet, die durch einen Katalog pauschal festgesetzt sein können. Die Überführung von Straftatbeständen in das Ordnungswidrigkeitenrecht dient vielfach der Entkriminalisierung von Massendelikten.

### Formelles Strafrecht
Das formelle Strafrecht regelt, wie die Durchsetzung des materiellen Strafrechts erfolgt.
Das Verfahren ist im Strafprozessrecht hauptsächlich in der Strafprozessordnung (StPO), dem Gerichtsverfassungsgesetz (GVG) und dem Jugendgerichtsgesetz (JGG) geregelt. Einzelne Regelungen finden sich darüber hinaus im Strafgesetzbuch, im Einführungsgesetz zum Gerichtsverfassungsgesetz, im Grundgesetz und in der Europäischen Menschenrechtskonvention.
Straftaten können neben strafrechtlichen Folgen auch zivilrechtliche Ansprüche eines Geschädigten nach dem Deliktsrecht begründen. Alternativ zu einer gesonderten Durchsetzung in einem regulären Zivilprozess kommt dafür unter bestimmten Bedingungen eine Durchsetzung im Adhäsionsverfahren zusammen mit der Ermittlung der Strafbarkeit im Strafprozess in Betracht.
Das Strafvollzugsrecht regelt, wie freiheitsentziehende Maßnahmen umgesetzt werden. Für Erwachsene regelt das Strafvollzugsgesetz (StVollzG) auf Bundesebene, wie die konkret ausgeurteilte Freiheitsstrafe oder Maßregel praktisch umgesetzt wird, z. B. Bildungsmöglichkeiten während der Haft oder den offenen und geschlossener Vollzug, ferner sind auch einzelne Regelungen zum Vollzug der Untersuchungshaft enthalten. Den Vollzug der Untersuchungshaft und der Jugendstrafvollzug ist durch eigene Gesetze auf Länderebene geregelt.

## Geschichte

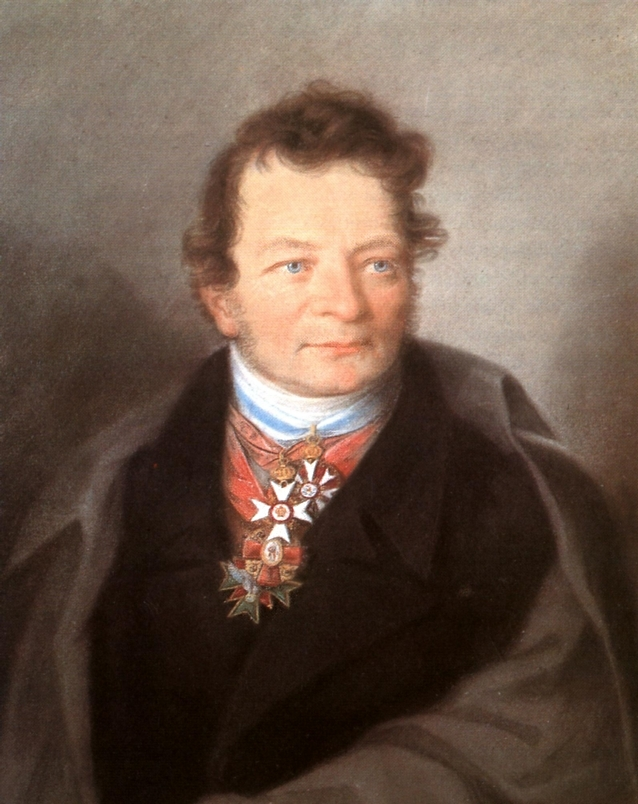
Anselm von Feuerbach, Schöpfer des Strafgesetzbuches für das Königreich Bayern von 1813

Das heute in Deutschland geltende Strafrecht geht weitgehend auf das 19. Jahrhundert zurück. Zwar galt die Peinliche Halsgerichtsordnung Karls V. seit 1532 als subsidiäres Recht im Heiligen Römischen Reich, den weitaus größeren Einfluss auf die Entwicklung zum heutigen Strafrecht hatte jedoch Feuerbachs Strafgesetzbuch für das Königreich Bayern von 1813. Wesentlich durch dieses beeinflusst entstand ab 1826 das Strafgesetzbuch für die Preußischen Staaten, das 1851 in Kraft trat und Grundlage für das Strafgesetzbuch des Norddeutschen Bundes 1869 war. Letzteres wurde mit wenigen Änderungen 1871 zum Reichsstrafgesetzbuch erweitert, das mit Änderungen bis heute als Strafgesetzbuch fortgilt.

## Ziel und Zweck
Der Zweck des Strafrechts ist seit langem umstritten; die Diskussion darüber schwankt zwischen unterdrückenden oder vergeltenden (repressiven) und vorbeugenden, also präventiven Ansätzen in Bezug auf die Wirkung von Strafnormen. Einig ist man sich aber darüber, dass das Strafrecht Menschen davon abhalten soll, die Rechtsgüter von anderen oder der Allgemeinheit zu verletzen, die von einem Strafgesetz geschützt werden.
Strafrecht knüpft an die Verletzung von geschützten Rechtsgütern an. Dabei sollte der gesetzgeberische Einsatz von Strafrecht wegen des verfassungsrechtlichen Verhältnismäßigkeitsprinzips immer nur ultima ratio (letztes Mittel) sein. Das heißt, dass die Verletzung von Rechtsgütern nur dann mit Strafe bedroht werden sollte, wenn Sanktionsmöglichkeiten des Zivil- und Verwaltungsrechts nicht mehr ausreichen, um einen wirksamen Rechtsgüterschutz herbeizuführen. Deshalb hat das Strafrecht immer nur fragmentarischen Charakter: Es erfasst nicht lückenlos jedes moralisch verwerfbare Verhalten oder gar die Gesamtheit sozialer und gesellschaftlicher Verflechtungen, sondern stellt lediglich einzelne, vom Gesetzgeber als besonders sozialschädlich erachtete Verhaltensweisen unter Strafe.
Hauptziel des Strafrechts ist nach heute herrschender Ansicht nicht, Gerechtigkeit in der Rechtsgesellschaft herbeizuführen, sondern den Rechtsfrieden aufrechtzuerhalten. Dazu wirkt es sowohl präventiv als auch repressiv auf Täter und Gesellschaft ein. Um die Reduzierung des Opfers auf ein reines Objekt des Strafrechts zu vermeiden, sieht das Verfahrensrecht eine Beteiligung als Nebenkläger bei höchstpersönlichen Rechtsgütern vor, z. B. bei Körperverletzungsdelikten und Vergewaltigung. Als Rechtsfolge ist der Täter-Opfer-Ausgleich bekannt.

## Zentrale Grundsätze

### Keine Strafe ohne Gesetz
Das materielle Strafrecht wird vom Grundsatz „Keine Strafe ohne Gesetz“ (nulla poena sine lege) geprägt; mit ihm beginnt in § 1 das Strafgesetzbuch und er genießt Verfassungsrang (vgl. im gleichlautenden Art. 103 Abs. 2 des Grundgesetzes). Einzelausprägungen des Grundsatzes sind das Bestimmtheitsgebot, nach welchem der Wortlaut des Gesetzes hinreichend genau bestimmt sein und das Rückwirkungsverbot, nach welchem die Strafbarkeitsvorschrift zur Tatzeit als Gesetz Gültigkeit gehabt haben muss. Weiter auch das Analogieverbot, nach welchem das Heranziehen von Analogien zum Nachteil des Beschuldigten verboten sind. Gültigkeit hat auch das Verbot von Gewohnheitsrecht, nach welchem die Richter gehindert sind, Gewohnheitsrecht zur Strafbegründung anzuwenden.

### Verbot der Doppelbestrafung
Der Grundsatz Ne bis in idem (deutsch nicht zweimal in derselben Sache) hat durch die Stellung in Art. 103 Abs. 3 Grundgesetz ebenfalls Verfassungsrang. Für den Bereich des Strafrechts gilt demnach, dass eine angeklagte prozessuale Tat durch ein rechtskräftiges Urteil grundsätzlich endgültig rechtlich bewertet ist. Der Tatvorwurf (das heißt der der Anklage zugrundeliegende Sachverhalt) ist damit für weitere Prozesse nicht mehr verwertbar – es liegt insofern ein Strafklageverbrauch vor. So kann ein Täter, der rechtskräftig wegen eines Totschlags verurteilt wurde, nicht nach Abschluss des Verfahrens noch einmal wegen Mordes an derselben Person verurteilt werden, wenn die Mordmerkmale später erst festgestellt werden. Der Grundsatz gilt allerdings immer nur in Bezug auf eine konkrete Tat. Er bedeutet nicht, dass beispielsweise ein Bankräuber nicht verurteilt werden kann, wenn er dieselbe Bank später ein weiteres Mal überfällt, oder dass ein wegen einer Tat unschuldig Verurteilter einen „Freischuss“ bekommt, die Tat dann nachträglich zu begehen. Dies wäre dann eine andere Tat – nicht die, für die er verurteilt wurde. Im Ordnungswidrigkeitenrecht ist der Abschluss eines Bußgeldverfahrens ein Verfolgungshindernis für ein erneutes Verfahren für dieselbe Tat.

## Materielles Strafrecht

### Grundlegendes
Wie das materielle Strafrecht anzuwenden ist, ergibt sich insbesondere aus den Regelungen des Allgemeinen Teils des Strafgesetzbuchs.

#### Straftatbestand
Im Tatbestand als „Bestandsaufnahme“ einer Tat werden die Kriterien (Tatbestandsmerkmale) der Strafnorm mit dem Geschehen abgeglichen, um feststellen zu können, ob überhaupt ein strafbares Verhalten vorliegt. Liegen alle gesetzlichen Merkmale der Strafnorm vor, ist der Tatbestand „erfüllt“. Bei den Tatbestandsmerkmalen können objektive von subjektiven unterschieden werden.
Objektive Tatbestandsmerkmale beschreiben die für die Außenwelt wahrnehmbaren Erscheinungsformen der Tatbestandsverwirklichung, also die Umstände, die das äußere Erscheinungsbild der Tat bestimmen, so z. B. das Tatobjekt (z. B. die „fremde, bewegliche Sache“ beim Diebstahl) und daneben auch Kausalität und objektive Zurechenbarkeit. Unterschiede der für die Tat relevanten Tatbestandsmerkmale ergeben sich dabei einmal aus den einzelnen Strafnormen (z. B. Wegnahme beim Diebstahl oder Heimtücke beim Mord) und daneben auch aus den verschiedenen Deliktstypen. So ist neben dem Tun als Begehungsdelikt auch das Nicht-Tun als Unterlassungsdelikt gleichermaßen strafbar, sofern eine Pflicht zum Handeln besteht. Erfolgsdelikte setzen im Gegensatz zu den Gefährdungsdelikten voraus, dass eine Folge, der sogenannte Erfolg, eingetreten ist (z. B. Tod bei den Tötungsdelikten).
Subjektive Tatbestandsmerkmale beschreiben innere Merkmale, welche beim Täter vorliegen müssen, insbesondere der Vorsatz. Bei einzelnen Delikten kommen weitere besondere subjektive Merkmale hinzu, wie die Bereicherungsabsicht beim Betrug oder die Zueignungsabsicht beim Diebstahl.

#### Rechtswidrigkeit
Nur Taten, die rechtswidrig sind, stellen Unrecht dar und können bestraft werden. Rechtswidrig ist normalerweise jede Handlung, die einen strafrechtlichen Tatbestand erfüllt und für die kein Rechtfertigungsgrund wie zum Beispiel die Notwehr vorliegt. Wenn ein Verhalten alle Tatbestandsmerkmale erfüllt, ist grundsätzlich davon auszugehen, dass es rechtswidrig ist. Allerdings existieren eine Reihe von Konstellationen, in welchen das Verhalten gerechtfertigt werden kann. Das ist der Fall, wenn ein Täter in Notwehr oder im Notstand handelt. Neben dem können aber auch bestimmte Rechte der Rechtswidrigkeit des Verhaltens entgegenstehen wie etwa das Festnahmerecht oder das Recht zur Selbsthilfe. Auch durch Einverständnis oder Einwilligung des Betroffenen kann die Rechtswidrigkeit entfallen.

#### Schuld
Die rechtswidrige Handlung muss dem Täter persönlich vorwerfbar sein, er muss schuldhaft gehandelt haben, um sich strafbar zu machen. Nach dem strafrechtlichen Schuldprinzip kann für eine Tat nur bestraft werden, wen Schuld trifft. Allgemeine Voraussetzung dafür ist die Schuldfähigkeit. Jedoch kann auch der prinzipiell schuldfähige Täter durch Entschuldigungsgründe entschuldigt werden, wenn im individuellen Fall das Verhalten, z. B. wegen einer Gefahrenlage oder auch wegen eines nicht vermeidbaren Irrtums nicht vorwerfbar ist.

#### Rechtsfolge
Wenn die drei Bedingungen – Tatbestandsmäßigkeit, Rechtswidrigkeit, Schuld – erfüllt sind, kann als Rechtsfolge eine Strafe ausgesprochen werden. Für Täter, die beispielsweise wegen einer psychischen Erkrankung schuldunfähig sind, kommen stattdessen nur Maßregeln der Besserung und Sicherung in Betracht.

### Das Strafgesetzbuch (StGB)
Das Strafgesetzbuch besteht aus einem Allgemeinen und einem Besonderen Teil, welche sich in einzelne Abschnitte untergliedern.

#### Allgemeiner Teil
Der Allgemeine Teil (§§ 1 bis 79b StGB) umfasst fünf Abschnitte und normiert Regeln, die grundsätzlich für alle Delikte gelten (beispielsweise Rechtfertigungsgründe, Versuch, Verjährung und Beteiligungsformen). Gesetzgebungstechnisch ist das StGB hierbei mittels der Klammertechnik strukturiert. Der Allgemeine Teil gilt üblicherweise auch für die Straftatbestände des Nebenstrafrechts, sofern die jeweiligen Nebengesetze nicht ausdrücklich hiervon abweichende Vorschriften enthalten.

##### Rechtsfolgen
Ziel und Zweck der Strafe bzw. des Strafrechts spielen eine wichtige Rolle bei der Auswahl der Rechtsfolgen und insbesondere ihrer Höhe (Strafzumessung, siehe § 46 StGB). Das Strafrecht Deutschlands stellt hinsichtlich der Strafbarkeit (dem Ob) die Tat in den Vordergrund, für die Rechtsfolge (das Wie) sind neben anderen Aspekten auch die Täterpersönlichkeit und die Auswirkungen auf die Gesellschaft zu berücksichtigen (siehe § 46 und § 62 StGB).
Das Strafrecht Deutschlands kennt grundsätzlich zwei Arten von Rechtsfolgen (Zweispurigkeit): Die von einer Schuld abhängigen  Haupt- und Nebenstrafen und die schuldunabhängigen Maßregeln.
Es gibt allerdings einige strafrechtliche Rechtsfolgen, bei denen eine Zuordnung zu diesen beiden Kategorien nicht ganz eindeutig ist (zum Beispiel Unbrauchbarmachung, Verfall und Einziehung). Daher ist es sinnvoll, die weiteren Rechtsfolgen (Nebenstrafen und Nebenfolgen) gemeinsam zu behandeln.
Als dritte Spur werden teilweise der Täter-Opfer-Ausgleich (§ 46a StGB) und die Hilfe zur Aufklärung oder Verhinderung von schweren Straftaten (§ 46b StGB) bezeichnet.

###### Hauptstrafen
Eindeutig strafenden Charakter haben die Hauptstrafen, nämlich Freiheitsstrafe und Geldstrafe.
Zur Festsetzung wird im Wege der Strafzumessung zunächst als Strafrahmen die Untergrenze (Mindestmaß) und die Obergrenze (Höchstmaß) für die Tat(en) aufgespannt. Diese ergeben sich für jedes strafrechtliche Delikt (Raub, Diebstahl, Meineid usw.) aus dem Tatbestand der entsprechenden Strafnorm, z. B. ist für Raub in § 249 Abs. 1 eine „Freiheitsstrafe nicht unter einem Jahr“ angedroht. Die Auswahl der konkreten Strafe innerhalb des Strafrahmens folgt dann als weiterer Schritt in der Strafzumessung im engeren Sinne. Hier werden nach Maßgabe von § 46 StGB der Umfang des gesamten durch die Tat verwirklichten vorwerfbaren Unrechts als auch die Lebensumstände des Täters berücksichtigt.
Der Inhalt der Freiheitsstrafe besteht darin, die Fortbewegungsfreiheit des Gefangenen einzuschränken, da gerade dieses Bedürfnis vom Menschen als besonders wesentlich angesehen und eine Einschränkung dementsprechend als schweres Übel empfunden wird. Nach der allgemeinen Regel in § 38 StGB darf die Freiheitsstrafe höchstens 15 Jahre betragen (Höchstmaß), da es sich um eine nicht lebenslange, also um eine „zeitige“ Freiheitsstrafe handelt.
Der Sinn der Geldstrafe besteht im zwangsweisen Verzicht auf Konsum. Dem liegt die Annahme zugrunde, dass dem Konsum in der heutigen Gesellschaft ein hoher Stellenwert beikommt und ein Verzicht dementsprechend seitens des Täters als Übelszufügung empfunden wird. Um eine gerecht-strafende Wirkung bei allen Einkommensschichten zu gewährleisten, wird dabei in Deutschland auf das System der Tagessätze zurückgegriffen, welches dem konkreten Einkommensverhältniss des Täters Rechnung trägt.

###### Nebenstrafe
Das Fahrverbot steht in § 44 StGB im Strafgesetzbuch im Abschnitt „Nebenstrafe“.

###### Maßregeln der Besserung und Sicherung
Unabhängig von der individuellen Schuld des Täters können die Maßregeln der Besserung und Sicherung angeordnet werden. Ein Überblick der möglichen Maßregeln findet sich in § 61 StGB. Möglich sind danach die freiheitsentziehenden Maßregeln Unterbringung in einem psychiatrischen Krankenhaus oder in einer Entziehungsanstalt (sogenannter Maßregelvollzug) oder die Unterbringung in der Sicherungsverwahrung, sowie die nichtfreiheitsentziehenden Maßregeln Führungsaufsicht, Entziehung der Fahrerlaubnis oder Berufsverbot. Maßregeln werden (im Gegensatz zur Strafe) nicht durch den Schuldgrundsatz begrenzt, sondern dienen allein der Prävention. Sie finden nach § 62 StGB aber zumindest im Grundsatz der Verhältnismäßigkeit eine Grenze.

##### Verjährung
Im Strafrecht (einschließlich des Rechts der Ordnungswidrigkeiten) unterscheidet man zwischen Verfolgungsverjährung und Vollstreckungsverjährung.

#### Besonderer Teil
Der Besondere Teil des Strafgesetzbuchs normiert das spezifische unter Strafe gestellte Verhalten. Diese so genannten Delikte oder Straftatbestände stehen im zweiten Teil des Strafgesetzbuchs (§§ 80 ff. StGB) sowie in einzelnen Normen in anderen, themenspezifischen Gesetzen (dem so genannten Nebenstrafrecht).
Die einzelnen Straftatbestände sind in 30 Abschnitte untergliedert, welche die einzelnen Delikte in Kategorien wie etwa Straftaten gegen das Leben, Insolvenzstraftaten oder Straftaten gegen die sexuelle Selbstbestimmung aufführen. Die Abschnitte lassen sich auch in übergeordneten Deliktsgruppen wie Vermögensdelikten oder Ehrdelikten erfassen.

### Nebenstrafrecht
Zum Nebenstrafrecht werden alle Strafnormen gerechnet, die nicht im Strafgesetzbuch (Kernstrafrecht), sondern in anderen Rechtsnormen (Gesetze, aber auch strafbewehrte Rechtsverordnungen) enthalten sind. Dabei handelt es sich zum einen um spezielle Rechtsgebiete, die an sich keine Verbindung zum Strafrecht haben und nur einzelne strafrechtliche Tatbestände beinhalten, welche im direkten Zusammenhang mit der Materie stehen. So ist z. B. der Betrieb einer Apotheke ohne Erlaubnis oder Genehmigung nach § 23 Apothekengesetz strafbar. Zum anderen existieren Nebengesetze, die eine besondere Annexmaterie des Strafrechts behandeln, wie etwa das Gewaltschutzgesetz, welches den Schutz vor Gewalt im privaten und häuslichen Umfeld bezweckt.

## Formelles Strafrecht

### Strafprozessrecht
Das Strafprozessrecht regelt das Verfahren für die Durchsetzung des materiellen Strafrechts.

#### Die Strafprozessordnung (StPO)

##### Weitere Regelungen des Strafprozessrechts
Einzelne Regelungen finden sich darüber hinaus im Strafgesetzbuch (z. B. §§ 77 ff. StGB), im Einführungsgesetz zum Gerichtsverfassungsgesetz (z. B. § 23ff. EGGVG), im Grundgesetz (z. B. Art. 103f. GG) und in der Europäischen Menschenrechtskonvention (insbesondere Art. 6 ERMK).

### Strafvollzugsrecht
Das Strafvollzugsrecht regelt, wie freiheitsentziehende Maßnahmen umgesetzt werden. Das Strafvollzugsgesetz regelt für Erwachsene als Bundesgesetz, wie die konkret ausgeurteilte Freiheitsstrafe oder freiheitsentziehende Maßregel praktisch umgesetzt wird, z. B. Bildungsmöglichkeiten während der Haft oder den offenen und geschlossenen Vollzug, ferner sind auch Regelungen zum Vollzug der Untersuchungshaft enthalten. Den Vollzug der Untersuchungshaft und der Jugendstrafvollzug ist durch eigene Gesetze auf Länderebene geregelt.

## Internationale Dimensionen des Strafrechts
Taten, die im Ausland begangen wurden, unterfallen nur ausnahmsweise dem deutschen Strafrecht (Schutzprinzip, Weltrechtsprinzip). Verbrechen gegen das Völkerrecht sind seit 2002 im Völkerstrafgesetzbuch geregelt.

### Strafanwendungsrecht
Das deutsche Strafrecht gilt grundsätzlich nur für Inlandstaten, § 3 StGB, es folgt damit dem sogenannten Territorialprinzip oder Gebietsgrundsatz. Auf die Staatsangehörigkeit des Täters oder des Opfers kommt es nicht an. Das Territorialitätsprinzip wird durch das sogenannte Flaggenprinzip in § 3 StGB auf an Bord die deutsche Flagge führender Schiffe und Luftfahrzeuge begangene Taten erweitert.
Den Tatort bestimmt § 9 StGB dahin gehend, dass jeder Ort, an dem der Täter gehandelt hat, hätte handeln müssen oder an dem der Taterfolg eingetreten ist oder hätte eintreten müssen, Tatort ist (Ubiquitätsprinzip). Auch der Tatort einer Teilnahme ist Tatort. Taterfolg kann auch der Eintritt einer objektiven Bedingung der Strafbarkeit oder ein Gefährdungserfolg sein. Bedeutung erlangt das Ubiquitätsprinzip insbesondere bei Internetdelikten.
§ 5 StGB erweitert den Anwendungsbereich des deutschen Strafrechts für bestimmte Delikte auf im Ausland begangene Taten, wenn sie sich auf inländische Rechtsgüter beziehen, zum Beispiel Staatsschutzdelikte (Schutzprinzip). Noch weiter geht § 6 StGB, der nach dem sogenannten Weltrechtsgrundsatz bestimmte Auslandstaten grundsätzlich unter Strafe stellt, zum Beispiel schweren Menschenhandel oder Geldfälschung.
Schließlich gilt nach § 7 StGB das deutsche Strafrecht bei allen Taten, die im Ausland gegen einen Deutschen (passives Personalitätsprinzip, Abs. 1) oder von einem Deutschen (aktives Personalitätsprinzip, Abs. 2) begangen werden, wenn die Tat auch am Tatort unter Strafe steht. Der Anwendungsbereich des deutschen Strafrechts ist darüber hinaus durch spezielle Gesetze zur Umsetzung internationaler Verträge auf bestimmte internationale Amtsträger erweitert.

### Völkerstrafrecht und EU-Strafrecht
Deutschland ist Unterzeichnerstaat des Statuts von Rom und hat seine Verpflichtungen aus diesem völkerstrafrechtlichen Vertrag durch die Schaffung des Völkerstrafgesetzbuchs erfüllt. Danach können die Delikte des Völkerstrafrechts wie Völkermord, Verbrechen gegen die Menschlichkeit und Kriegsverbrechen sowohl vor deutschen Gerichten als auch vor dem Internationalen Strafgerichtshof zur Anklage gebracht werden, letzteres jedoch nur, wenn Deutschland nicht fähig ist, die Strafverfolgung selbst zu betreiben (so genannte Komplementarität).
Des Weiteren setzt das Strafgesetzbuch eine Reihe weiterer völkerrechtlicher Verträge auf dem Gebiet des Strafrechts um. Schließlich hat auch das Strafrecht der Europäischen Union durch EU-Richtlinien und -Rahmenbeschlüsse maßgeblichen Einfluss auf das deutsche Strafrecht ausgeübt, so zum Beispiel bei den Delikten betreffend Korruption und Menschenhandel. Das deutsche Strafrecht ist vor diesem Hintergrund europarechtskonform und im Einklang mit der Europäischen Menschenrechtskonvention auszulegen.